# Mùa bão Nam Thái Bình Dương 2014-15
Mùa bão Nam Thái Bình Dương 2014–15 là một giai đoạn trong năm mà hầu hết các xoáy thuận nhiệt đới hình thành trên vùng Nam Thái Bình Dương phía Đông kinh tuyến 160°Đ den 120°T. Mùa bão chính thức bắt đầu từ ngày 1 tháng 11 năm 2014 và kết thúc vào ngày 30 tháng 4 năm 2015; tuy nhiên xoáy thuận nhiệt đới có thể hình thành vào bất kỳ thời điểm nào trong năm - khi đó chúng vẫn sẽ được tính vào trong mùa bão. Xoáy thuận nhiệt đới hoạt động trên khu vực này được theo dõi bởi Trung tâm Khí tượng Chuyên ngành Khu vực (RSMC) tại Nadi, Fiji và các Trung tâm Cảnh báo Xoáy thuận Nhiệt đới (TCWC) tại Brisbane, Australia và Wellington, New Zealand. Quân đội Hoa Kỳ thông qua Trung tâm Cảnh báo Bão Liên hợp (JTWC) cũng theo dõi khu vực này và ban hành những cảnh báo không chính thức phục vụ cho những lợi ích của nước Mỹ. RSMC Nadi đặt một con số và hậu tố F cho những vùng nhiễu động nhiệt đới hình thành hoặc di chuyển vào khu vực trong khi JTWC chỉ định cho những áp thấp nhiệt đới một số hiệu và hậu tố P. RSMC Nadi, TCWC Wellington và TCWC Brisbane tất cả đều sử dụng Thang đo của Úc và ước tính vận tốc gió duy trì liên tục trong khoảng thời gian 10 phút; trong khi JTWC ước tính vận tốc gió duy trì trong 1 phút và giá trị này được so sánh vào trong thang bão Saffir–Simpson (SSHWS).

## Các cơn bão

### Áp thấp nhiệt đới 01F
Vào ngày 21 tháng 11, Trung tâm Khí tượng Chuyên ngành Khu vực tại Nadi (RSMC Nadi) báo cáo rằng một vùng nhiễu động nhiệt đới đã phát triển trên khu vực cách Mata-Utu khoảng 375 km (235 dặm) về phía Tây Bắc. Trong hai ngày tiếp theo đối lưu xung quanh hệ thống dần trở nên tổ chức tốt hơn khi nó di chuyển theo hướng Tây - Nam trước khi được phân loại là một áp thấp nhiệt đới trong ngày 23.

### Bão Pam
Cấp bão (Australia): 135 hải lý / giờ - bão lốc dữ dội cấp 5. Áp suất: 896 mbar (hPa)
Cấp bão (Hoa Kỳ): 145 hải lý / giờ - bão lốc cấp 5. 
- Pam là siêu bão mạnh nhất Nam bán cầu cũng như thế giới trong năm 2015 về sức gió 10 phút và cả áp suất, tuy nhiên sức gió 1 phút của nó yếu hơn bão Soudelor ở khu vực Tây Bắc Thái Bình Dương

### Bão Raquel
Cơn bão ngày hình thành ngày 28 tháng 6 năm 2015 và tan vào ngày 4 tháng 7,nghĩa là bão còn là một phần của mùa bão 2015-16

## Hệ thống khác
Vào ngày 16 tháng 12, Trung tâm Khí tượng Chuyên ngành Khu vực tại Nadi (RSMC Nadi) báo cáo rằng nhiễu động nhiệt đới 02F đã phát triển trên khu vực cách Niue khoảng 360 km (225 dặm) về phía Đông Bắc. Hệ thống này được ghi nhận lần cuối trong ngày hôm sau, và nó được nghi ngờ là đã trở thành một xoáy thuận ngoại nhiệt đới.
Nhiễu động nhiệt đới 08F phát triển trên khu vực cách Apia, Samoa khoảng 275 km (170 dặm) về phía Đông Nam vào cuối ngày 27 tháng 1, theo RSMC Nadi.
Vào ngày 2 tháng 2, RSMC Nadi báo cáo rằng nhiễu động nhiệt đới 10F đã phát triển trên khu vực cách Suva, Fiji 680 km (425 dặm) về phía Đông Bắc. Ngày hôm sau hệ thống di chuyển theo hướng Đông Nam, trước khi được ghi nhận lần cuối trong ngày 4 tháng 2.
Nhiễu động nhiệt đới 13F phát triển trên khu vực có độ đứt gió theo chiều thẳng đứng thấp, phía Bắc Tahiti, trong ngày 19 tháng 3. Trong vài ngày tiếp theo hệ thống di chuyển về phía Tây và duy trì kém tổ chức. 13F được ghi nhận lần cuối vào ngày 21, khi vị trí của nó nằm về phía Bắc Rarotonga thuộc quần đảo Cook.
Vào ngày 15 tháng 4, RSMC Nadi báo cáo rằng nhiễu động nhiệt đới 16F đã phát triển trên khu vực cách Port Vila, Vanuatu 450 km (280 dặm) về phía Tây Bắc. Trong ngày hôm đó hệ thống di chuyển về phía Tây và nó được ghi nhận lần cuối khi đi vào vùng Autralia trong ngày 16 tháng 4.
Sau khi giai đoạn chính thức của mùa bão kết thúc vào ngày 30 tháng 4, một vùng thấp nhiệt đới đã phát triển gần quần đảo Solomon trong ngày 12 tháng 5 và nó di chuyển về phía Tây; trước khi đi ra khỏi khu vực ngày hôm sau.
Ngoài các hệ thống được giám sát chính thức trong khu vực, một cơn bão cận nhiệt đới đặc biệt quí hiếm và khác thường được xác định hình thành bên ngoài khu vực chịu trách nhiệm theo dõi của TCWC Wellington và RSMC Nadi vào đầu tháng 5, vị trí ở Đông Nam Thái Bình Dương và tương đối gần Chile. Hệ thống này được đặt tên không chính thức là Katie bởi các nhà nghiên cứu.

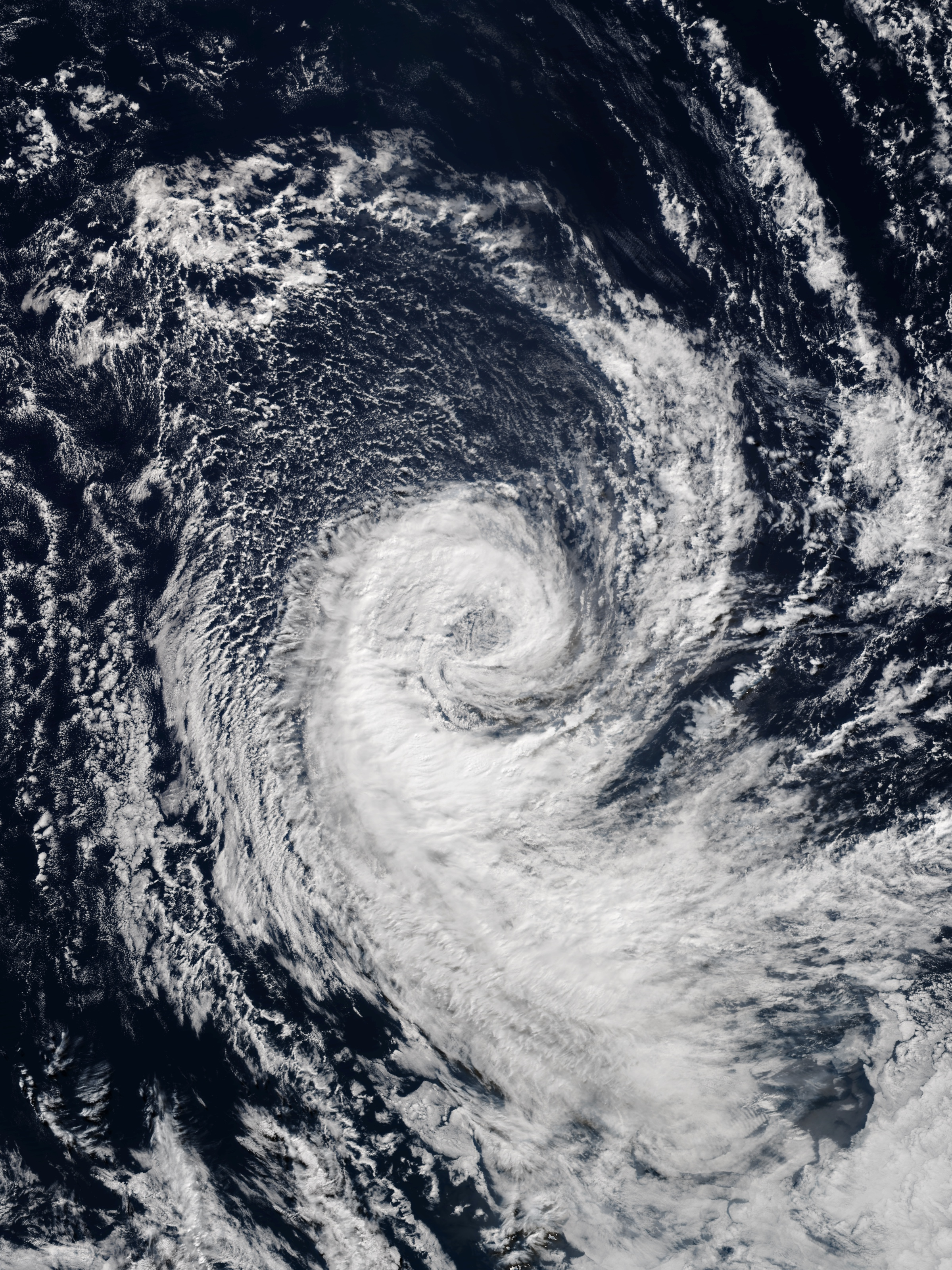
Xoáy thuận cận nhiệt đới "Katie" vào ngày 2 tháng 5